# 田口一博
田口 一博（たぐち かずひろ、1962年-）は、日本の政治学者、地方議会学の専門家。神奈川県横須賀市生まれ。横須賀市職員、公益財団法人地方自治総合研究所常任研究員を経て、現在新潟県立大学国際地域学部准教授。地方議会の運営を研究。専門は、地方自治・行政・議会法・地域公共政策・地域政治史。
東京農業大学農学部農業拓殖学科卒業、放送大学教養学部「社会と経済」専攻卒業、放送大学大学院政策経営プログラム修士課程修了。
明治大学政治経済学部兼任講師。東京大学大学院法学政治学研究科特任講師・公共政策大学院講師、東北公益文科大学大学院講師を兼ねる。

## 経歴

### 職歴
- 2010年4月 -新潟県立大学, 国際地域学部, 准教授
- 2009年9月 - 2018年3月 明治大学, 政治経済学部, 兼任講師
- 2011年5月 - 2013年3月 放送大学大学院文化科学研究科, 客員准教授
- 2008年7月 - 2010年3月 公益財団法人地方自治総合研究所, 常任研究員
- 2007年4月 - 2010年3月 放送大学, 教養学部, 非常勤講師
- 2005年8月 - 2010年3月 東北公益文科大学大学院, 公益学研究科, 非常勤講師
- 2008年10月 - 2009年3月 東京大学, 公共政策大学院, 非常勤講師
- 2004年4月 - 2008年3月 東京大学大学院法学政治学研究科, COE先進国における《政策システム》の創出, 研究拠点形成特任講師[2]

### 学歴
- 2004年3月 放送大学大学院文化科学研究科「政策経営プログラム」修了
- 1991年3月 放送大学教養学部「社会と経済」専攻卒業
- 1984年3月 東京農業大学農学部農業拓殖学科卒業[2]

### 所属学会
- 日本地方自治学会
- 日本公共政策学会
- 日本行政学会
- 日本政治学会
- 日本アーカイブズ学会
- 全国歴史資料保存利用機関連絡協議会
- 史学会[3]

## 主な著書
- 『兵庫県町議会議長会創立70周年記念議員研究会講演録』中井勝, 井関徹, 香田永明, 小寺俊輔, 西岡正, 岩本修作 共編 （担当範囲:基調講演、パネルディスカッション進行）兵庫県町議会議長会 2020年3月[4]
- 『議会の？（なぜ）がわかる本』 中央文化社 2015年1月[4]
- 『シリーズ自治体政策法務講座４ 組織・人材育成』共著 （本人担当範囲:第９章 政策法務運動 その進化と転移)ぎょうせい 2013年4月[4]
- 『戦後自治史関係資料集第５集 特別資料編』 共編者（担当範囲:編集、解題）丸善 2012年7月[4]
- 『政策変容と制度設計 政界・省庁再編前後の行政』 (担当:分担執筆, 範囲:第８章 観光政策 反復する政策再編と組織の拮抗)ミネルヴァ書房 2012年4月[4]
- 『自治体議会の役割と議員の責務』 地域科学研究会 2012年2月[4]
- 『政策法務研修テキスト【第２版第４刷】』  (担当:共著, 範囲:第３章 法律、条例をうまく使おう)第一法規 2011年12月[4]
- 『戦後自治史関係資料集第１集『地方制度改革』 (担当:共編者(共編著者), 範囲:解題)丸善株式会社 2011年12月[4]
- 『政策法務の理論と実践』 (担当:分担執筆, 範囲:第１章３（１）（２）、第２章４（５）、第３章４（５）)第一法規 2011年10月[4]
- 『Q＆A地方公務員のための法的トラブル解決術』(担当:分担執筆)ぎょうせい 2011年4月[4]
- 『逐条研究地方自治法別巻 新地方自治法（上・下）』（地方自治総合研究所監・佐藤英善編） 佐藤英善, 辻山幸宣, ほか (担当:共編者(共編著者), 範囲:全般の編集、附録の執筆)敬文堂 2010年9月[4]
- 『変革の中の地方政府 自治・分権の制度設計』(担当:分担執筆, 範囲:首都圏都市型自治体議会の会派における政策形成)中央大学出版部 2010年3月[4]
- 『自治体法務サポート 政策法務の理論と実践』（加除式図書） 第一法規 2010年
- 『議会改革白書２００９年版』 (担当:分担執筆, 範囲:第３章 地方自治法２００８年改正で何が変わるか)生活社 2009年3月[4]
- 『分権改革の動態（政治空間の変容と政策革新３）』(担当:共編者(共編著者), 範囲:序章、第５章、第９章、終章)東京大学出版会 2008年5月[4]
- 『自治体法務改革の理論』(担当:分担執筆, 範囲:第４章 自治体の解釈運用法務)勁草書房 2007年7月[4]
- 『分権時代の都市的自治体における政権運営とまちづくり政策法務の交錯』 (担当:編者(編著者), 範囲:全般)東京大学 2007年5月[4]
- 『新しい自治がつくる地域社会１ 新しい自治のしくみづくり』 (担当:分担執筆, 範囲:住民と自治体の新しい関係)ぎょうせい 2006年7月[4]
- 『一番やさしい自治体政策法務の本』 学陽書房 2005年10月[4]
- 『「法律・条例をうまく使おう」北村喜宣編著『政策法務研修テキスト』第２版第一法規 2005年[4]
- 『自治体改革第４巻 政策法務の新展開』 (担当:分担執筆, 範囲:情報公開・個人情報保護条例)ぎょうせい 2004年10月[4]
- 『分権条例を創ろう！』 (担当:分担執筆, 範囲:第１部第３章、第２部第１章４・第２章５・第３章１６・第４章２２)ぎょうせい 2004年7月[4]
- 『ポスト分権改革の条例実務』(担当:分担執筆, 範囲:第１部第７章、第２部第１０章)ぎょうせい 2003年7月[4]
- 『行政証明の実務と参考様式集』(担当:監修)日本加除出版株式会社 2003年2月[4]
- 『Regimen Juridico del Ruido: Una Perspective Integral 』Y Comparada 森田朗,  (担当:共著)Editorial Comares 2003年[4]
- 『分権改革とくらしづくり』  (担当:分担執筆, 範囲:第４章)東京法令出版 2000年11月[4]
- 『議会改革とアカウンタビリティ』 (担当:分担執筆, 範囲:第１章、第２章、第３章)東京法令出版 2000年11月[4]